# Gino Cherstaldi
Gino Cherstaldi (Krstulović), hrvatski nogometaš iz Pule. Iz puljske nogometne obitelji. Igrao je za puljski Grion u sezoni 1938./39. Grion je u drugoj polovici 1930-ih igrao u Serie C, a u prvoj polovici u Serie B. Poslije rata Cherstaldi (Krstulović) je igrao puljske klubove APG i USO. Otac je Pipa Cherstaldia koji je dugo igrao za Šijanu i poslije dugo godina bio trener mladim naraštajima nogometaša iz okolice Pule.